# Maio Maduro Maio
Maio Maduro Maio (deutsch: „Mai, reifer Mai“) ist ein Livealbum eines gemeinsamen Projekts der portugiesischen Musiker Amélia Muge, José Mário Branco und João Afonso. Der Titel ist einem Stück des portugiesischen Sängers José Afonso (1929–1987), genannt Zeca, entlehnt und ist das jeweils erste Stück beider CDs dieses Doppelalbums. Das Projekt geht dabei über ein Tributealbum hinaus, da die Musiker, alle mit José Afonso eng verbunden, die Stücke nicht nur nachspielen, sondern teils neu instrumentieren und interpretieren.
Es ist ein Zusammenschnitt ihrer drei Konzerte im Teatro Municipal de São Luis in Lissabon am 13., 14. und 15. Dezember 1994. Mit dem Mobilstudio von Phil Newell und Maria João Castanheira aufgenommen, im Studio Regiestúdio bearbeitet und im Estúdio de Paço d’Arcos gemastert, erschien der Zusammenschnitt 1995 als Doppel-CD bei der portugiesischen Columbia, ein Label der damaligen Sony Portugal. Der CD lag ein Booklet mit Liner notes, Texten und technischen Informationen bei. Auf dem Cover ist ein Bühnenfoto von den drei Musikern zu sehen, wie sie auf Stühlen vor Bühnenmikros sitzen und spielen bzw. singen.

## Hintergrundinformationen
Sie alle drei kannten José Afonso und waren persönlich mit ihm verbunden: Amélia Muge war Schülerin von José Afonso in der damaligen portugiesischen Kolonie Mosambik, José Mário Branco war ein langjähriger enger musikalischer Weggefährte José Afonsos, und João Afonso ist dessen Neffe, ein Sohn der Schwester von José Afonso und lebte wie er lange in Mosambik. Als sie von einer Kulturinitiative im nordportugiesischen Gulpilhares für einen Liederabend mit Stücken von José Afonso angefragt wurden, entwickelten sie dieses Abendprogramm. Sie suchten dabei bekannte und unbekannte Stücke aus, die sie teils frei neu interpretierten, teils nah am Original arrangierten. Mit einem Perkussionisten und einem Multiinstrumentalisten verstärkt, wechseln sich die drei Musiker in Gesang und Gitarrenspiel ab, begleiten sich gegenseitig und singen auch mehrstimmig zusammen. Die zweite CD wird schließlich beendet mit der Eigenkomposition Zeca von José Mário Branco, eine Huldigung an José Afonso.

„Dieses Konzert ist das große Vergnügen, die große Freude, mit José Afonso zusammen zu sein, in dem wir ihn (be)singen. - portugiesisches Original: Este espectáculo é o grande prazer, a grande alegria de conviver com José Afonso, cantando-o.“

## Titelliste

### CD 1
| #   | Titel                        | Dauer |
| --- | ---------------------------- | ----- |
| 1.  | Maio Maduro Maio             | 2:43  |
| 2.  | Utopia                       | 2:43  |
| 3.  | De não saber o que me espera | 3:21  |
| 4.  | Canção de embalar            | 4:00  |
| 5.  | Entre Sodoma e Gomorra       | 3:43  |
| 6.  | Que amor não me engana       | 5:12  |
| 7.  | Já o tempo se habitua        | 4:11  |
| 8.  | O Pastor de Bensafrim        | 5:31  |
| 9.  | Lá no Xepangara              | 4:12  |
| 10. | Chamaram-me cigana           | 3:05  |
| 11. | Achégate a mim, Maruxa       | 3:56  |

### CD 2
| #   | Titel                                | Dauer |
| --- | ------------------------------------ | ----- |
| 1.  | Maio, maduro Maio                    | 5:16  |
| 2.  | Canção da paciência                  | 2:35  |
| 3.  | A cidade                             | 2:59  |
| 4.  | Nefretite não tinha papeira          | 3:23  |
| 5.  | O homem voltou                       | 3:45  |
| 6.  | Nem sempre os dias são dias passados | 3:26  |
| 7.  | De sal de linguagem feita            | 3:15  |
| 8.  | Se voaras mais ao perto              | 2:44  |
| 9.  | Ali está o rio                       | 3:38  |
| 10. | Benditos                             | 5:08  |
| 11. | O país de carrinho                   | 6:31  |
| 12. | Fura-fura                            | 4:27  |
| 13. | O que faz falta                      | 6:05  |
| 14. | Zeca                                 | 5:10  |

## Mitwirkende
Folgende Personen wirkten bei der Entstehung von Maio Maduro Maio mit:

### Musik
- José Mário Branco: Gesang, akustische Gitarre
- Amélia Muge: Gesang, akustische Gitarren, Braguesa-Gitarre und Perkussion
- João Afonso: Gesang, akustische Gitarre
- António José Martins: Braguesa-Gitarre, akustische Gitarre, Perkussion, Chöre
- Rui Júnior: Perkussion

### Technik und Produktion
- Aufnahme vor Ort: Phil Newell und Maria João Castanheira
- Produktion: António José Martins und José Mário Branco
- Mischung: António José Martins, Maria João Castanheira und GDE
- Mastering: Fernando Paulo (Estúdios de Paços d’Arcos)
- Fotos: Miguel Silva (Público)
- Design: Marco Sousa Santos